# Кусяков, Анатолий Иванович
Анатолий Иванович Кусяков  (7 июня 1945 года, г. Шуя — 11 июля 2007 года, Ростов-на-Дону) — композитор, педагог, народный артист России (2005), профессор кафедры теории музыки и композиции Ростовской государственной консерватории им. С.В. Рахманинова, ректор Ростовской государственной консерватории имени С. В. Рахманинова (1981—1988). Член Союза композиторов СССР (1972).

## Биография
Анатолий Иванович Кусяков родился 7 июня 1945 года в городе Шуя Ивановской области, с 1946 года проживал в Воронеже.  В 1967 году поступил, а в 1972 году окончил учебу на кафедре теории музыки и композиции Ростовского государственного музыкально-педагогического института (современная  Ростовская государственная консерватория им. С. В. Рахманинова) (педагоги профессора Б. И. Зейдман и Л. П. Клиничев). В этот же год вступил в Союз композиторов СССР. Продолжил учебу в аспирантуре. Учился в аспирантуре Московской государственной консерватории имени П. И. Чайковского (1972-1974, педагог Сергей Артемьевич Баласанян).
С 1974 по 2007 год работал на кафедре теории музыки и композиции Ростовской государственной консерватории им. С. В. Рахманинова. В 1979 году был назначен директором Ростовского училища искусств, а в 1981 году — директором Ростовского музыкально-педагогического института. Работал на этой должности до 1988 года. После ухода с поста ректора консерватории, с 1988 года, посвятил себя обучению и воспитанию учеников. Его учениками были композиторы Ю. Машин, В. Шишин,  С. Халаимов, В. Черников, А. Летунов, профессор Ростовской консерватории Геннадий Юрьевич Толстенко.
Известность в музыкальном мире принесли композитору А. Кусякову сочинения для баяна и балалайки.
Анатолий Иванович Кусяков скончался 11 июля 2007 года.

## Награды и звания
- Орден «Знак Почёта» (1981);
- Народный артист России (2005);
- Заслуженный деятель искусств РСФСР (1986),
- Лауреат Всесоюзного конкурса композиторов СССР (1977);
- Лауреат Почетной Премии ЮНЕСКО CIA "За выдающийся вклад в международное аккордеонное движение";
- Лауреат премии Союза композиторов России им. Д.Д. Шостаковича;
- Обладатель "Серебряного диска" РАМ им. Гнесиных и Международного фестиваля "Баян и баянисты" (2004);
- профессор кафедры теории музыки и композиции Ростовской государственной консерватории (академии) им. С.В. Рахманинова;
- Памятная медалью Российской муниципальной академии к 100-летию М. А. Шолохова (2005).

## Сочинения
А. И. Кусяков является автором около 50 крупных симфонических произведений, оперы, ораторий, кантат и др. произведений. Основные его сочинения:
- Оратория и три кантаты;
- Четыре симфонические поэмы, две симфонии;
- Концерт-симфония для скрипки с оркестром;
- Донская праздничная увертюра;
- Концерты для баяна и балалайки с камерным оркестром;
- Пять испанских картин для флейты и баяна, 7 сонат;
- Сюиты из цикла "Времена года-времена жизни", "Лики уходящего времени", а также "Прощание", "Три миниатюры", "Партита", "Дивертисмент"
- Семь сонат для баяна
- Вокальный цикл «Уголки сердца» на стихи А. Ахматовой.
- Три сонаты для балалайки и фортепиано